# George Mehnert
George Mehnert (Newark, Nova Jérsia, 3 de novembro de 1881 — Newark, Nova Jérsia, 8 de julho de 1948) foi um lutador de luta livre norte-americano.

## Carreira
Foi vencedor da medalha de ouro na categoria peso-mosca em St. Louis 1904.
Foi vencedor da medalha de ouro na categoria até 54 kg em Londres 1908.